# ワールド・バイ・ナイトTODAY
ワールド・バイ・ナイトTODAY（原題:Mondo Di Notte Oggi 英題:World by Night Today）は1975年製作のイタリア映画。

## 概説
1959年の「世界の夜」シリーズの正統派の続編であり、よりパワーアップした『夜モノ映画』の10数年ぶりの復活したショービス系ドキュメンタリー映画である。ストリップ・ティーズやバーレスクショー、パリのクレージー・ホースのレビューやセクシーなアクロバットショーなど世界中から集めた大人向けお色気エンターテーメント。

## スタッフ
- 監督：ジャンニ・プロイア
- 製作：シルヴィオ・クレメンテッリ
- 脚本：ジャンニ・プロイア、ディヴィット・ミルズ
- 撮影：クラウディオ・ラゴーナ 、 ベニト・フラッタリ
- 日本語解説:山城新伍
- 字幕監修：岡枝慎二、遠藤淳[1]